# Saragossa Terra

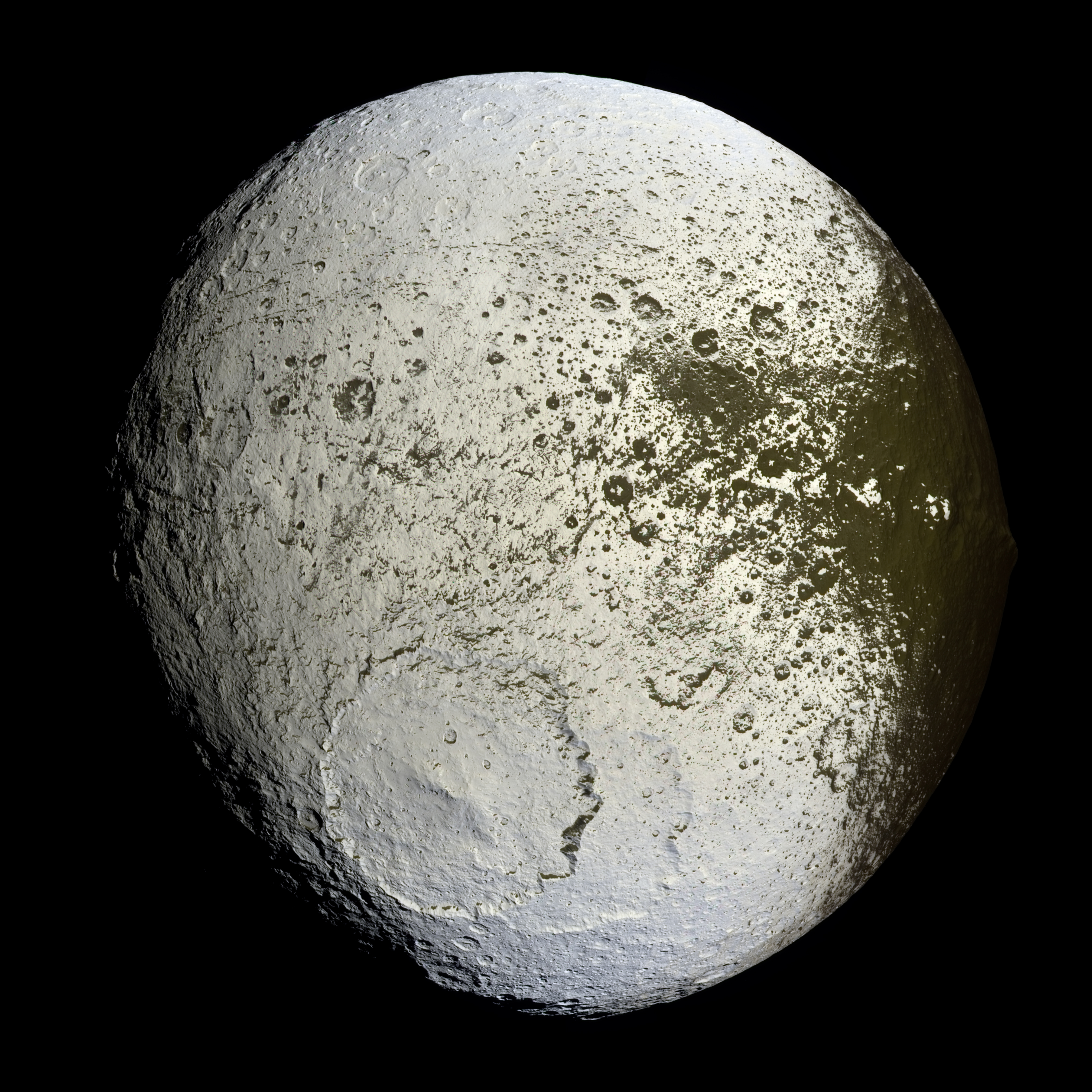
Saragossa Terra je světlá oblast v dolní části měsíce Iapetus s jasně patrným velkým kráterem Engelier. Na snímku napravo začíná tmavá oblast Cassini Regio.

Saragossa Terra je oblast na světlejší straně (polokouli) Saturnova měsíce Iapetus. 

## Popis
Saragossa Terra leží jižně od rovníku, zatímco na severu se nachází oblast Roncevaux Terra. Tyto světlé „pevninské“ oblasti se od sebe liší zabarvením, Saragossa Terra má na rozdíl od Roncevaux Terra lehce načervenalou barvu. Obě oblasti sousedí s tmavou částí Iapeta zvanou Cassini Regio.
Nomenklatura objektů na Iapetu čerpá z francouzských chansons de geste, tento je tak pojmenován podle španělského města Zaragoza, o které se v Písni o Rolandovi vedly bitvy mezi Saracény vedenými králem Marsiliem a křesťanskou armádou Karla Velikého. Název byl schválen Mezinárodní astronomickou unií v roce 2008.
Dominantou Saragossa Terra je obrovský impaktní kráter Engelier s průměrem 504 km, který překrývá starší a jen o něco málo menší kráter Gerin.